# Sisbic (Tahdziú)
Sisbic es una localidad del municipio de Tahdziú, estado de Yucatán, en México. 

## Toponimia
El nombre (Sisbic) proviene del idioma maya.

## Demografía
Según el censo de 2005 realizado por el INEGI, la población de la localidad era de 4 habitantes, de los cuales 2 eran hombres y 2 eran mujeres.
| 42                          | 42 | 47 | 4 | 4 |
| (Fuente: INEGI [Consultar]) |    |    |   |   |